# سيرة ذاتية
بيان السيرة أو السيرة الذاتية (بالإنجليزية: Curriculum vitae)‏، هي وثيقة تتضمن موجزًا أو قائمةً بالوظائف ذات الصلة بالخبرة والتعليم. بيان السيرة هي أول لقاء بين صاحب العمل المحتمل وطالبي الوظائف، وتستخدم عادة لفرز المتقدمين، وغالبًا ما يعقبها مقابلة أو أكثر في حالة البحث عن وظيفة.

## عامة
غالباً ما يكون بيان السيرة قصيرًا (عادة صفحة واحدة)، فلا يتضمن سوى خبرات ذات صلة مباشرة بمنصب معين. تحتوي العديد من السير الذاتية علي كلمات جوهرية (keywords) دقيقة يتطلع لها صاحب العمل المحتمل، كما تُستخدم فيها الأفعال بكثافة، ويُعرض محتواها بطريقة انسيابية.
سابقاً كانت السير الذاتية لا تتعدى الصفحتين حيث لا يكرس أصحاب العمل المحتملين الكثير من الوقت لقراءة تفاصيل بيان السيرة لكل متقدم. غير أصحاب العمل في بعض البلدان وجهة نظرهم فيما يتعلق بالطول المقبول للسيرة الذاتية. بما أن أعدادًا متزايدة من الباحثين عن عمل وأصحاب العمل يستخدمون محركات البحث عن عمل عبر الإنترنت لإيجاد فرص العمل وشغل الوظائف، دعت الحاجة إلى سِير ذاتية أطول للتفريق والتمييز بين المتقدمين، كما أصبحت السير الذاتية التي يزيد طولها عن صفحتين أكثر قبولاً عند أصحاب العمل الكثير من المتخصصين في كتابة بيان السيرة والموارد البشرية يؤمنون أن بيان السيرة يجب أن تأخذ كفايتها من الطول لتعطي وصفًا موجزًا، وكافيًا، ودقيقًا للتاريخ الوظيفي للمتقدم ومهاراته.
ازدادت شعبية انتقال السير الذاتية مباشرة لأصحاب العمل في أواخر عام 2002. وتمكن الباحثون عن عمل من الاطلاع على سير استمارة طلب الوظيفة والتواصل مع أصحاب العمل عبر الاتصال المباشر بالبريد الإلكتروني وتفجير بيان السيرة، وهو مصطلح يعني التوزيع الهائل للسير الذاتية لزيادة وضوح الشخصية داخل سوق العمل إلا أن التوزيع الهائل للسير الذاتية قد يكون له تأثير سلبي على فرص المتقدمين في الحصول على التوظيف الآمن حيث أنها لا تميل إلى كونها مصممة خصيصًا لشغل الوظائف المحددة التي تقدم لها طالب العمل.لذلك فإنه عادة ما يكون تعديل بيان السيرة وفقًا للوظيفة المُتَقَدَّم لها أكثر معقولية.
التعقيد والبساطة في تنسيق مختلف السير الذاتية يؤدي إلى الإسفار عن نتائج مختلفة من شخص لآخر لشغل المنصب وللصناعة. ومن المهم الإشارة إلى أن السير الذاتية التي يستخدمها أصحاب المهن الطبية، والأساتذة، والفنانين وأصحاب العديد من المجالات المتخصصة قد تكون طويلة نسبيًا. فعلى سبيل المثال، بيان السيرة للفنانين يُستبعد فيها عادةً الأعمال غير الفنية، ويمكن أن تشمل قوائم طويلة من المعارض الجماعية والمنفردة (معرض فردي).

## مصطلح
بيان السيرة في اللاتينية تعني «مسار الحياة» وبيان السيرة في الفرنسية تعني «الموجز».
في عالم الأعمال، تستخدم كلمة résumé (تكتب أيضًا resumé و 'resume) في الولايات المتحدة وكندا الإنجليزية. تستخدم عبارة curriculum vitae وCV في المملكة المتحدة، ونيوزيلندا في جميع السياقات، وتستخدم كلمةrésumé بنسبة ضئيلة.
في أمريكا الشمالية، وأستراليا والهند يمكن استخدام مصطلحات "résumé" و"CV" بنفس المعنى.ومع ذلك، لكلمة résumé  في كثير من الأحيان نمط تنظيمي حر وتستخدم للبحث عن فرص عمل في القطاع الخاص، في حين curriculum vitae (و تسمى أيضًا vita، ولكن ليس curriculum vita، انظر أدناه) لديها عادةً شكل وتنسيق موحد وتستخدم لغرض البحث عن وظائف في المؤسسات الأكاديمية أو التعليمية.وثمة فرق آخر هو أن كلمة résumé تميل إلى أن تكون أكثر وصفًا ومصممة لغرض محدد أو جمهور معين، في حين curriculum vitae تميل إلى أن تكون منظمة بحيث تعرض بيانات الشخص بطريقة مدمجة مع تحديد واضح للتسلسل الزمني.على سبيل المثال، بيان السيرة -résumé  قد تبدأ بعبارة عن هدف شخصي، تليها قائمة بأهم الإنجازات أو الخصائص مرتبة حسب الأهمية، في حين بيان السيرة - curriculum vitae  غالبًا ما يتضمن قوائم بيانات كاملة ومنسقة، مثل المؤسسات التعليمية التي تم الالتحاق بها، والدرجات التي تم الحصول عليها، والتاريخ الوظيفي، والانتماءات المهنية والمنشورات التي تم تأليفها، الخ.  بيان السيرة -résumé  قد تكون أو لا تكون ممثلة للتاريخ الكامل للشخص من دون تقصير، في حين  بيان السيرة - curriculum vitae  عادةً ما يعني أنه لا توجد إغفالات، وعلى وجه الخصوص، لا توجد فجوات زمنية.
الكلمةبيان السيرة - curriculum vitae في اللاتينية تعني «مسار الحياة». في حين أنه من المناسب كتابة إما  curriculum vitae  أو  vita ، فإنه من غير الصحيح استعمال عبارة  اcurriculum vita ، الكلمة  vitae هي مضاف إليه (إضافة (لغة)) من  vita .صيغة الجمع من  curriculum vitae  هي  curricula vitae .

## تاريخ
جرى تطوير عمل بيان السيرة أول مرة في سبعينيات القرن الماضي، إذ نشأ عن صورة التطور البشري التي قدمها رودولف شتاينر في أوائل القرن العشرين. وصف شتاينر التطور الجسدي والروحاني والروحي منذ الولادة حتى الموت بتفصيل كبير، وأدرج -باعتباره جانبًا مهمًا من جوانب الإنسان كله- النمو الروحي الإضافي للروح بعد الموت وخلال الحياة المتتالية، أي التناسخ. عرف شتاينر أنه في عصرنا ستوجد حاجة هائلة إلى زيادة الفهم الاجتماعي، وأن دراسة التنمية البشرية ستكون أساسًا لمثل هذا الفهم.
يظهر أحد أقدم أوصاف أعمال بيان السيرة التي قدمها رودولف شتاينر في محاضرة بعنوان «كيف يمكن التغلب على تدمير الروح في العصر الحديث؟»  تطوير: ما يمكن أن أسميه التاريخ الطبيعي الإيجابي للتطور البشري الفردي، الذي يجب نشره من طريق التفاهم. وحيثما نستطيع أن نصف كيف تطور هذا الشخص أو ذاك، يجب أن نكون قادرين على إعطاء وصف محب للتطور البشر، مثلما لاحظنا ذلك، ودراسة الحياة ضرورية، والإرادة لفهم الحياة .
اعتمادًا على المراجع العديدة الموجودة في المحاضرات المتعددة التي ألقاها رودولف شتاين، بدأ طلاب عمله وقادة المجتمع الأنثروبولوجي بإنشاء ممارسات يشار إليها اليوم بنحو جماعي باسم «عمل بيان السيرة» (أو أحيانًا «الفن الاجتماعي»). قاد اثنان من هؤلاء القادة (برنارد ليفي، وهو طبيب هولندي، وجوردون بوركهارت، وهو طبيب لا يزال يعيش ويمارس في البرازيل، ويعد من المعلمين والمؤلفين على حد سواء) مبادرة رائدة وقدموا هذه الطريقة الجديدة للاستشارة الحياتية، أولًا في المناطق المعنية وقريبًا للعالم. في الولايات المتحدة، بلغت جهود جورج جزيلا أونيل ذروتها في نشر (بقلم فلورين لاوندز، بعد وفاة أونيل) كتاب الحياة البشرية، وهو تصوير غني للتطور البشري، من الولادة حتى الموت، واستكشاف شامل من عملهم الأصلي في تطوير مخطط الحياة، ومجموعة شاملة من المراجع التي قدمها الدكتور شتاينر فيما يتعلق بالسيرة البشرية.
طريقة أو طرق العمل
عمل بيان السيرة يدور حول الاستماع. في صميم عمل بيان السيرة فهم أن كل قصة حياة هي كشف فريد عن النية والحكمة العميقة. بالنسبة إلى ممارس بيان السيرة، فإن كل «رحلة» مقدسة، ويوجد فهم لكون «المسافر» يجري إعلامه باستمرار بالحقائق الفردية والعالمية. يجلب ممارسو بيان السيرة منظورًا واسعًا وتمارين فنية واستماعًا حقيقيًا لاستكشافات الحياة. عمل بيان السيرة ظاهري، أي أساليبها القائمة على علم الظواهر،خاصة كما طورها يوهان جوته. يعمل ممارسو بيان السيرة (يُطلق عليهم أيضًا عمال بيان السيرة والفنانين الاجتماعيين) من طريق: ورش العمل، ودورات تعليم الكبار، والمحادثات الفردية أو الجماعية الصغيرة، والاستشارة، والتعليم المستمر للمهنيين.
ورش عمل ودورات
يجري تقديمها على أنها مجموعة متنوعة من الموضوعات، وعادة ما تكون عملية التعلم مفعمة بالفن الاجتماعي. قد تشمل الجلسات محادثات قصيرة، وتمارين بيان السيرة، والعمل مع سرد القصص، ومراقبة الطبيعة، والأعمال الفنية، والتأمل أو الممارسة الداخلية، والمحادثة. تتمثل إحدى هدايا العمل في مجموعات في التقدير المتزايد لكل حياة فريدة من نوعها، إذ يتردد صداها في سياق الأنماط العالمية.
محادثة
كونها واحدة من أكثر الأنشطة البشرية، فإن المحادثة أساسية لعمل بيان السيرة.
تقديم المشورة
بعض ممارسي بيان السيرة المعتمدين مرخصون أيضًا في تقديم المشورة والعلاج النفسي والعمل الاجتماعي وما شابه ذلك. عادة ما يعملون في بيئة رسمية أو سريرية ويكونون قادرين على معالجة الأزمات والأحداث المتغيرة للحياة والصعوبات الداخلية والمرض.
الاستشارة والتعليم المستمر
يمكن لممارسي بيان السيرة تقديم وجهات نظر جديدة للمهن الحالية، مثل العلاج بالفن والطب ورعاية كبار السن والتكيُّف والعمل مع المشردين وغير ذلك.

## أساليب
بيان السيرة البسيط هو ملخص وعادة ما تقتصر على صفحة أو صفحتين من الحجم A4 (A4) أو مقاس الرسالة (قياس الورق)مسلطة الضوء على تلك التجارب والشهادات التي يرى الكاتب أنها الأكثر صلة بالوظيفة المنشودة.السير الذاتية عادة ما تكون أطول.
السير الذاتية يمكن ترتيبها بطرق مختلفة:

### بيان السيرة المرتب ترتيباً زمنياً
بيان السيرة المرتب ترتيبًا زمنيًا يعدد خبرات المرشح في مجال العمل بترتيب زمني معكوس، شاملةً بصفة عامة آخر 10 إلى 15 سنة وهي الأكثر شيوعًا.عند استخدام هذا النوع، يشكل قسم الخبرة المهنية الجزء الرئيسي من الوثيقة، بدءًا بأحدث التجارب عودةً بالزمن إلى الوراء من خلال سلسلة من التجارب السابقة. حيث تعمل على بناء مصداقية من خلال الخبرة المكتسبة، في حين أنها تصور النمو الوظيفي على مر الزمن.في المملكة المتحدة يمتد بيان السيرة المرتب ترتيبًا زمنيًا ليشمل ما يعود إلى مؤهلاتالشهادة العامة للتعليم الثانوي (GCSE)/المرحلة القياسية

### بيان السيرة المرتب ترتيباً وظيفياً
بيان السيرة المرتب ترتيبًا وظيفيًا يعدد خبرات العمل والمهارات حسب مجال المهارة أو المهام الوظيفية. ويستخدم لتأكيد التركيز على المهارات التي هي محددة لنوع الوظيفة المنشودة.هذا النوع يؤكد على قدرات مهنية محددة ويستخدم ملخصات الخبرة كوسيلة اتصال رئيسية بالكفاءة المهنية.في المقابل، سوف تسلط بيان السيرة المرتبة زمنيًا الضوء على الكفاءات قبل جدول زمني شامل يستعرض النمو الوظيفي بترتيب زمني معكوس حيث تذكر أحدث التجارب أولاً. وتعمل بشكل جيد للذين يسعون إلى تغيير وظائفهم بوجود تنوع في التاريخ الوظيفي وقليل من الخبرة في العمل.يفضل استخدام بيان السيرة المرتبة ترتيبًا وظيفيًا للتقديم على الوظائف التي تتطلب مجموعة مهارات محددة جدًا أو سمات شخصية واضحة.

### بيان السيرة الجامع
بيان السيرة الجامع يحقق التوازن بين النهج الوظيفي والزمني. بيان السيرة المرتب بهذه الطريقة عادةً ما يكون على شكل قائمة بمهارات العمل مرتبة حسب الوظيفة، تليها قائمة بأصحاب العمل وفقًا لتسلسلهم الزمني. وتميل إلى تكرار نفسها، لذلك فهي أقل استخدامًا من الانواع الأخرى.

### بيان السيرة
في الولايات المتحدة وكندا، يتوقع أن يحوي بيان السيرة قائمة شاملة بالتاريخ المهني تتضمن كل وظيفة تم الالتحاق بها، والاعتماد الأكاديمي، والمنشورات، والمساهمات أو الإنجازات المهمة.في بعض المهن، قد تشمل عينات من عمل الشخص وقد تشغل الكثير من الصفحات.
كانت هناك محاولة فيالاتحاد الأوروبي (الاتحاد الأوروبي) لوضع نموذج موحد للسيرة الذاتية يعرف ب Europass (Europass) (في عام 2004 من قبل البرلمان الأوروبي (البرلمان الأوروبي) والمفوضية الأوروبية (المفوضية الأوروبية)) وبتشجيع من الاتحاد الأوروبي لتسهيل هجرة المهارات بين البلدان الأعضاء، على الرغم من ذلك لم تستخدم على نطاق واسع في معظم السياقات.

## المعيار البريطاني
المعيار البريطاني للسيرة الذاتية قد يحوي النقاط التالية:
- تفاصيل شخصية في الأعلى، مثل الاسم بالخط العريض، والعنوان، وأرقام الهاتف، وعنوان البريد الإلكتروني (إن وُجد).الصور غير مطلوبة على الإطلاق، إلا إذا طلب منها ذلك.السير الذاتية الحديثة هي أكثر مرونة.
- الملف الشخصي، سواء كان كاتبها أول أو ثالث شخص ثالث، فقرة قصيرة عن الباحث عن عمل.لهذا ينبغي أن تكون واقعية بحتة، وخالية من أي رأي عن صفات الكاتب مثل «الحماسة»، و«الإقبال»، وغيرها.
- قائمة تعداد نقطي بالمهارات الرئيسية للباحث عن عمل، أو الأصول المهنية وحدها التي هي إلى حد ما غير متطورة
- قائمة مرتبة ترتيبًا زمنيًا معكوسًا بخبرات (فترة تدريب) الباحث عن عمل، متضمنة دوره أو دورها الحالي.بيان السيرة ينبغي أن يحوي التاريخ الوظيفي الكامل للكاتب.قسم التاريخ الوظيفي ينبغي أن تصف الإنجازات بدلاً من الواجبات.الوظائف التي تم الالتحاق بها في بداية التاريخ الوظيفي للشخص يمكن أن تصنف معًا في ملخص قصير، أما الوظائف التي تم الالتحاق بها في الآونة الأخيرة يجب أن توضح المفهوم، والتخطيط، والإنجازات، والأدوار.
- قائمة مرتبة ترتيبًا زمنيًا معاكسًا بالمؤهلات التعليم (تعليم)ية والتدريب (تدريب)ية للباحث عن عمل متضمنة قائمة بمؤهلات (qualification)ه (ا) مثل المؤهلات الأكاديمية (الشهادة العامة للتعليم الثانوي (GCSE)، ودرجات الامتياز (A-Level)، ودرجة (شهادة جامعية) التعليم العالي (Highers)، وغيرها) إضافة إلى مؤهلاته (ا) المهنية (المؤهلات المهنية الوطنية (NVQ)، والعضوية في المنظمات المهنية، وغيرها) إذا كان الباحث عن عمل قد غادر للتو المكان الذي تعلم فيه يتم عكس تسلسل ذكر خبرة العمل والتعليم.
- تاريخ الميلاد، الجنس (نوع اجتماعي) إذا كان اسمك الأول مبهم الاسم الأول، سواء كان لديك رخصة قيادة (رخصة قيادة) كانت قياسية—ولكن ليس هناك ما هو مطلوب، ويجب ألا نضيع المساحة على التوافة.صاحب العمل الذي يطالب بتاريخ الميلاد والجنس من غير داعٍ قد يجد نفسه على الجانب الخاسر lk التشريعات المناهضة للتمييز (anti-discrimination legislation) الحديثة.
- هوايات (هواية) واهتمامات (interest) الباحثين عن عمل (اختياري)

انه من الواجب أن تكون مطبوعة أو مكتوبة آليًا، ليست بخط اليد.

## أخطاء
هناك بعض الأخطاء (faux pas) في السير الذاتية:
- بيان السيرة الذي يشغل أكثر من جانبين كاملين من ورق مقاسه A4 (A4)(وهذه القاعدة لا تنطبق على التقديم للمناصب الأكاديمية التي تتضمن سيرتها الذاتية عادة على قائمة كاملة من المنشورات وأوراق المؤتمرات الرئيسية.السير الذاتية لشغل وظائف التدريس في مرحلة ما بعد الثانوية، والبحث، والإدارة الأكاديمية ليس لها طول محدد.)
- كتابة أي شيء مسيء (الازدراء) عن أشخاص أو شركات أخرى.[10]
- إذا كان التقديم على وظيفة محددة، فإن حذف رسالة التغطية (خطاب تقديم) يشرح ملاءمة الشخص.

## بيان السيرة الإلكتروني
فتحت شبكة الإنترنت الباب لعصر جديد في السير الذاتية.بما أن البحث عن فرص العمل أصبح أكثر إلكترونية، فإن بيان السيرة حذى حذوها.أصبح من الشائع عند أصحاب العمل قبول بيان السيرة إلكترونيًا فقط، سواء كان ذلك من الناحية العملية أو الأولوية.هذة الطفرة الإلكترونية غيرت الكثير في طريقة متابة بيان السيرة، وقراءتها، والتعامل معها.
- يجب على الباحثين عن عمل اختيار صيغة ملف (صيغة ملف) يمكنهم من خلالها الحفاظ على سيرهم الذاتية كثير من أصحاب العمل، لا سيما وكالات التوظيف التي تعمل لصالحهم، تصر على تلقي السير الذاتية فقط على هيئة ملفات بصيغة معالج النصوص (مايكروسوفت وورد).البعض الآخر يقبل بيان السيرة ب اللغة المستخدمة لإنشاء صفحة الإنترنت (لغة ترميز النص الفائق)، أو صيغة الوثيقة المحمولة (نسق المستندات المنقولة)، أو النص العادي أو المكتوب بصيغة الرموز الأمريكية الموحدة لتبادل المعلومات (أسكي).
- كثير من أصحاب العمل المحتملين الآن يجدون السير الذاتية للمرشحين من خلال محركات البحث (محرك بحث (ويب))، مما يجعل استخدام الكلمات الرئيسية المناسبة عند كتابة بيان السيرة أكثر أهمية.
- احتواء بيان السيرة الإلكتروني على عنوان البريد الإلكتروني قد تكشف لصاحب العمل عنالبريد المزعج (spam) (انظر سبام بوت (سبام بوت)Spambot)

بعض المجالات المهنية وتشمل قسمًا خاصًا يعدد أعمال الكاتب على مدى الحياة.للمجالات ذات صلة بالحاسوب، برمجية (برمجية) وبالنسبة للموسيقيين وملحنين، ديسكوغرافيا (ديسكوغرافيا) للممثلين، فيلموغرافيا (فيلموغرافيا).
الاحتفاظ ببيان السيرة على الإنترنت أصبح أمرًا شائعًا للعاملين في المهن التي تستفيد من الوسائط المتعددة وتحتوي الكثير من التفاصيل المُقدَّمة من بيان السيرة المكتوب باللغة المستخدمة لإنشاء صفحات الإنترنت، مثل الممثلين، والمصورين، ومصممي الجرافيك والمطورين، والراقصين، وغير ذلك.
يجد الباحثون عن عمل طلبًا متزايدًا على النسخة الإلكترونية من بيان السيرة لأصحاب العمل الذين يستخدموت التعيين عبر الإنترنت (Internet recruiting) في أي وقت.بيان السيرة الإلكتروني يختلف عن التقليدية في كونها شاملة ويسمح بعكس رؤية الفرد.خلافًا للسيرة الذاتية العادية التي تتكون من صفحتين والتي تستعرض خبرات العمل والمؤهلات التعليمية التي تم الحصول عليها في الآونة الأخيرة فقط، فإن بيان السيرة الإلكتروني تظهر تطور مهارات الفرد على مدى حياته المهنية.
للباحثين عن عمل، استخدام بيان السيرة الإلكتروني يسهل توزيعها لأصحاب العمل المختلفين عبر الإنترنت.خدمات توزيع السير الذاتية عبر الإنترنت ظهرت للسماح للباحثين عن عمل اختيار أصحاب العمل وتوزيع سيرهم الذاتي عبر البريد الإلكتروني.
وهناك ميزة أخرى للسيرة الذاتية الإلكترونية وهي أنها أدت إلى توفير الكثير مما كان يُستهلك في أساليب التعيين التقليدية.تضمنت منظمة إدارة التوظيف إعلانات الإنترنت في دراسة لتكلفة الاستئجار لعدة سنوات.على سبيل المثال، في عام 1997 تم الإفادة بأن متوسط تكلفة الاستئجار للإعلان مطبوع بلغت 3295 دولار، في حين أن متوسط تكلفة الاستئجار على الإنترنت بلغت 377 دولار. أدى هذا بدوره إلى خفض التكاليف للعديد من المنظمات النامية، بالإضافة إلى توفير الوقت والطاقة في التعيين.كان على أرباب العمل فرز عدد ضخم من الأوراق لإيجاد المرشحين المناسبين من دون أي وسيلة لتسريب المرشحين الضعفاء وذلك قبل أن يتطور بيان السيرة ليصبح إلكترونيًا. أصبح أصحاب العمل قادرين على البحث عن العوامل الخصائص المختلفة في قاعدة بيانات السير الذاتية للحد من عددها حيث يجب إعادة النظر بالتفصيل عند البحث عن المرشح المثالي.
وأخيرا، أتاح الإنترنت ظهور تقنيات جديدة يمكن استخدامها في بيان السيرة، مثل بيان السيرة المصور وه, شائعة لدى الباحثين عن عمل في مجال الوسائط المتعددة. آخر ما توصلت إليه التكنولوجيا هو بيان السيرة ذو الرسوم البيانية، مثل بيان السيرة البصري.

## المزيد من القراءات
- بينيت، سكوت أ.  أركان Résumé النمط: القواعد الأساسية وفتح العينين نصائح للكتابة رسائل Résumés والغلاف هذا العمل. AMACOM, 2005 ISBN 0-8144-7280-X.
- وتكومب، سوزان بريتون. سحر بيان السيرة: الأسرار التجارية في فن كتابة بيان السيرة،  الطبعة الثالثة.JIST للنشر، 2006.ردمك 978-1593573119.

## الروابط الخارجية
- نصائح لكتابة بيان السيرة
- رسالة التغطية